# Black Fork (Cheat River)
La Black Fork est un des affluents principaux de la Cheat dans les monts Allegheny de l'est de la Virginie-Occidentale, aux États-Unis. C'est un cours d'eau long de 6 km, formé par la confluence de deux autres cours d'eau. Elle était traditionnellement considérée comme l'une des cinq « forks of Cheat ».

## Géographie
Via les rivières Cheat, Monongahela et Ohio, elle fait partie du bassin versant du Mississippi, drainant une superficie de 1 295 km2). La Black Fork coule sur toute sa longueur dans le comté de Tucker. Elle se forme dans la ville d'Hendricks par la confluence de la Dry Fork (en) et de la rivière Blackwater, et s'écoule généralement vers le nord-ouest vers Parsons, où elle rejoint la Shavers Fork (en) pour former la rivière Cheat.

## Source
- (en) Cet article est partiellement ou en totalité issu de l’article de Wikipédia en anglais intitulé « Black Fork (Cheat River) » (voir la liste des auteurs).